# Gare de Chantenay-Saint-Imbert
Ne doit pas être confondu avec Gare de Chantenay.
La gare de Chantenay-Saint-Imbert est une gare ferroviaire française de la ligne de Moret - Veneux-les-Sablons à Lyon-Perrache, située à Saint-Imbert sur la commune de Chantenay-Saint-Imbert, dans le département de la Nièvre en Bourgogne-Franche-Comté.
C'est aujourd'hui une halte ferroviaire de la Société nationale des chemins de fer français (SNCF), desservie par des trains express régionaux TER Bourgogne-Franche-Comté.

## Situation ferroviaire
Établie à 201 mètres d'altitude, la gare de Chantenay-Saint-Imbert est située au point kilométrique (PK) 289,942 de la ligne de Moret - Veneux-les-Sablons à Lyon-Perrache, entre les gares de Saint-Pierre-le-Moûtier et de Villeneuve-sur-Allier.

## Histoire
La gare est mise en service le 15 mai 1853 par la Compagnie du chemin de fer de Paris à Orléans. Elle devient une gare du Paris-Lyon-Méditerranée en 1857.
Après avoir été désaffectés, le bâtiment voyageurs et la halle à marchandises ont été détruits en 2013 dans le cadre de la mise à 2×2 voies de la route nationale 7 dont le nouveau tracé doit longer la voie ferrée.

## Fréquentation
De 2015 à 2022, selon les estimations de la SNCF, la fréquentation annuelle de la gare s'élève aux nombres indiqués dans le tableau ci-dessous.
| Année     | 2015  | 2016  | 2017  | 2018  | 2019  | 2020   | 2021   | 2022  |
| --------- | ----- | ----- | ----- | ----- | ----- | ------ | ------ | ----- |
| Voyageurs | 7 487 | 7 642 | 7 940 | 6 355 | 7 703 | 11 116 | 10 215 | 9 463 |

## Service des voyageurs

### Accueil
C'est une halte SNCF, point d'arrêt non géré (PANG) à accès libre, équipée de deux quais avec abris mais ne disposant  pas de distributeur de billets TER. 

### Desserte
Chantenay-Saint-Imbert est desservie par des trains et autocars TER Bourgogne-Franche-Comté circulant entre Nevers, Moulins et Clermont-Ferrand, à raison de deux trains et un autocar par sens.